# Marie José Burki
Marie José Burki (* 11. Januar 1961 in Biel/Bienne) ist eine zeitgenössische Schweizer Künstlerin (insbesondere Videokunst).
Marie José Burki studierte französische Literatur an der Universität Genf und schloss im Jahre 1988 mit einem M.A. in Französischer Literatur ab. 1989 erhielt sie den M.F.A. an der École Supérieure d’Art Visuel in Genf. Nach einigen Monaten in Paris 1989 zog sie nach New York. Seit 1993 lebt und arbeitet sie in Brüssel.
Sie unterrichtete an der Rijksakademie van beeldende kunsten in Amsterdam, seit 2003 ist sie Professorin für Videokunst an der Hochschule für bildende Künste in Hamburg (HFBK). Ab April 2009 unterrichtet Burki an der École nationale supérieure des beaux-arts de Paris.

## Ausstellungen (Auszug)
- 1992 Documenta IX
- 1995 Kunsthalle Basel
- 1998 und 2004 Galerie Lehmann Maupin, New York
- 2002 Galerie Nelson, Paris
- 2007 Galerie Baronian-Francey, Brüssel
- 2008 Centre pour l’Image Contemporaine, Genf
- 2011 In der Nähe, Konrad Fischer Galerie, Berlin

## Auszeichnungen
- 1993 Manor Kunstpreis, Genf
- 2002 Prix Meret Oppenheim
- 2017: ProLitteris-Preis für Bildende Kunst[1]